# Helena Janeczek
Helena Janeczek (née en 1964 à Munich) est une écrivaine germano-italienne.

## Biographie
Les parents d'Helena Janeczek sont des Polonais survivants de l'Holocauste ; son père a survécu dans la clandestinité et sa mère a survécu au camp de concentration d'Auschwitz. Ils se retrouvent bloqués à Munich en tant que personnes déplacées, car ils n'arrivent pas à obtenir de visa pour les États-Unis. Sa mère ouvre alors une épicerie italienne pour subvenir aux besoins de la famille et adopte un nouveau nom de famille pour commencer une nouvelle vie. Janeczek reçoit son prénom en hommage à sa grand-mère assassinée à Auschwitz et ses deuxième et troisième prénoms d'autres membres de sa famille, eux aussi assassinés dans les camps. Enfant, elle grandit avec ses deux parents traumatisés par les persécutions qu'ils ont subies. Elle fréquente l'école à Munich et apprend l'allemand grâce à sa nourrice. En 1983, après des études en Italie, elle demande la nationalité italienne. Elle vit à Gallarate et travaille à Milan.
Janeczek travaille d'abord comme lectrice aux Éditions Adelphi, où elle traduit des travaux d'Albert Einstein et d'Yitzhak Katzenelson en italien. Elle rejoint ensuite la maison d'édition Mondadori et écrit pour la revue littéraire Nuovi Argomenti.
Janeczek publie en 1989 en Allemagne, chez Suhrkamp Verlag, son recueil de poèmes Ins Freie. En 1995, elle assiste avec sa mère à la célébration du cinquantenaire de la libération du camp d'Auschwitz en Pologne. Son roman de 1997, Leçons di tenebra, est une autobiographie d'elle-même et de sa famille, se présentant comme document sur la deuxième génération après la Shoah. 
Son troisième roman, La ragazza con la Leica sur la photographe Gerda Taro et Robert Capa sort en 2017 et reçoit, en 2018, le Premio Bagutta et le plus important prix littéraire d'Italie, le Premio Strega,. Elle est la première femme en quinze ans à recevoir ce prestigieux prix. La journaliste Anne Mathieu, directrice de la revue Aden, reproche cependant à l'auteur de vouloir « décapaïser » son personnage.
En 2017, elle signe une lettre ouverte avec plusieurs personnalités du monde du livre et du cinéma italien pour défendre le droit du sol en Italie,. Leur lettre reçoit l'approbation du Pape François.

## Œuvres (Sélection)
- Ins Freie: Gedichte. Frankfurt am Main : Suhrkamp, 1989
- Leçons di tenebra. Milano : Mondadori, 1997traduit en français sous le titre Traverser les ténèbres par Marguerite Pozzoli, Actes Sud, 2014, 208 p.,  (ISBN 978-2-330-03093-3)
- Cibo. Milano : Mondadori, 2002
- Le rondini di Montecassino. Parme : Guanda, 2010traduit en français sous le titre Les hirondelles de Montecassino par Marguerite Pozzoli, Actes Sud, 2012, 384 p.,  (ISBN 978-2-330-01244-1)
- Bloody Cow. Milan, Il Saggiatore, 2012
- Ragazza con la Leica. Parme : Guanda, 2017 traduit en français sous le titre La fille au Leica par Marguerite Pozzoli, Actes Sud, 2018, 384 p.,  (ISBN 978-2-330-11380-3)